# Bas-Rhin
Bas-Rhin este un departament din estul Franței, situat în Alsacia, în regiunea Grand Est. Este unul dintre departamentele Franței create în urma Revoluției din 1790. Este numit după râul Rin ce formează granița cu Germania, iar deoarece este situat pe cursul inferior al Rinului de pe teritoriul Francez are denumirea „Bas” - „de Jos”.
În urma războiului franco-prusac din 1870 mare parte din teritoriul său a fost alipit Imperiului German în cadrul teritoriului imperial Alsacia-Lorena. În această perioadă, regiunea este organizată sub forma unui bezirk numit Unterelsaß (Alsacia de Jos). După Primul Război Mondial teritoriul revine Franței, dar este alipit din nou Germaniei în timpul celui de-al Doilea Război Mondial. 

## Localități selectate

### Prefectură
- Strasbourg

### Sub-prefecturi
- Haguenau
- Molsheim
- Saverne
- Sélestat
- Wissembourg

### Alte orașe
- Illkirch-Graffenstaden
- Schiltigheim

### Alte localități
- Marmoutier

## Diviziuni administrative
- 7 arondismente;
- 44 cantoane;
- 527 comune;